# Rhochmopterum hirsutum
Rhochmopterum hirsutum är en tvåvingeart som beskrevs av Seguy 1933. Rhochmopterum hirsutum ingår i släktet Rhochmopterum och familjen borrflugor.
Artens utbredningsområde är Moçambique. Inga underarter finns listade i Catalogue of Life.